# الوئیز وب
الوئیز وب (انگلیسی: Eloise Webb؛ زادهٔ ۵ مارس ۱۹۹۶) بازیکن راگبی اهل آفریقای جنوبی است. او به‌صورت بین‌المللی در رشته‌های راگبی ۷ نفره و ۱۵ نفره نمایندهٔ آفریقای جنوبی بوده است.

## پیش‌زمینه
الوئیز وب در سطح ملی نوجوانان در رشته‌های کریکت و پرتاب نیزه فعالیت داشته است. همچنین در مسابقات نتبال دانشگاهی وارسیتی اسپرتس شرکت کرده است. او در دانشگاه نلسون ماندلا تحصیل کرده و مدرک کارشناسی آموزش در مقطع آموزش متوسطه را دریافت کرده است.

## حرفه ورزشی راگبی

### ۲۰۱۸–۲۰۱۹
در سال ۲۰۱۸، الوئیز وب در بازی‌های کشورهای مشترک‌المنافع در گلد کوست، کوئینزلند به نمایندگی از آفریقای جنوبی شرکت کرد. بعداً در مسابقات جام جهانی راگبی ۷ نفره (سونز) در سان فرانسیسکو برای تیم آفریقای جنوبی بازی کرد. او در اولین بازی رسمی بین‌المللی خود برای تیم زنان اسپرینگ‌باک مقابل اوگاندا در جام زنان راگبی آفریقا ۲۰۱۹، هت‌تریک کرد.

### ۲۰۲۲
وب به عنوان عضو تیم راگبی ۷ نفره آفریقای جنوبی برای فصل ۲۰۲۲ انتخاب شد و در مسابقات فرانسه وومنز سونز حضور داشت. او در فینال مسابقات آفریقا وومنز سونز ۲۰۲۲ یک تلاش (try) به ثمر رساند و به تیمش کمک کرد تا برای بازی‌های کشورهای مشترک‌المنافع در بیرمنگام راه پیدا کند.
وب برای جام جهانی راگبی سونز ۲۰۲۲ که در کیپ‌تاون برگزار شد، به تیم آفریقای جنوبی دعوت شد. همچنین در تیم زنان ۱۵ نفره (فیتینز) آفریقای جنوبی برای جام جهانی راگبی در نیوزیلند حضور داشت.

### ۲۰۲۴
در سپتامبر ۲۰۲۴، او به عنوان عضوی از تیم ۱۵ نفره آفریقای جنوبی برای تورنمنت دابلیواکس‌وی ۲ انتخاب شد.